# Pantomallus titinga
Pantomallus titinga es una especie de escarabajo del género Pantomallus, tribu Eburiini, subfamilia Cerambycinae. Fue descrita científicamente por Galileo & Martins en 2004.
La especie se mantiene activa durante los meses de octubre y noviembre.

## Descripción
Mide 18,2 milímetros de longitud.

## Distribución
Se distribuye por Bolivia y Paraguay.